# Wanda Ważewska-Riesenkampf
Wanda Ważewska-Riesenkampf (ur. 1924, zm. 11 września 2016) – polska metalurg, prof. dr hab. inż.

## Życiorys
W 1952 ukończyła studia w Politechnice Wrocławskiej, w 1985 uzyskała tytuł profesora nauk technicznych. Pracowała w Instytucie Metalurgii i Inżynierii Materiałowej im. Aleksandra Krupkowskiego PAN.